# Universidad de La Rochelle
La Universidad de La Rochelle (Université de La Rochelle) es una universidad francesa situada en La Rochelle.
La univerdad fue fundada en 1993, y es la universidad más joven en Francia. La primera piedra fue colocada por Francois Mitterand y Helmut Kohl. Esta universidad se destaca por ofrecer innovadores cursos en negocios, leyes, etcétera. A comienzos del año 2000 contaba con 6 000 estudiantes. En esta universidad hubo varias facultades como la de hotelería, de derecho, de negocios, de comunicación, etc.
a universidad contiene, en este momento, tres escuelas: lenguas, artes y ciencias humanas. También ofrece cursos e intercambios con Asia del Pacífico y las Américas. Con 64 acuerdos internacionales en 5 continentes, para el 30%  de los estudiantes en lenguas extranjeras, el graduado de la Escuela de Comercio y Comunicaciones Masivas de La Rochelle ofrece programas para posgrados y doctorados en AAtes.
Su meta es convertirse en una de las mejores universidades independientes en Francia y en Europa, especialmente en términos de reconocimiento de las compañías. La Universidad ofrece estudios en línea en cooperación con la Universidad Estatal de Nueva York (SUNY) Concord.